# Canottieri Intra
La Canottieri Intra è una associazione sportiva dilettantistica di Verbania. È affiliata dal 1962 alla Federazione Italiana Canoa Kayak ed è iscritta all'albo dell'Unione Nazionale Associazioni Sportive Centenarie d'Italia. Ha sede nel quartiere di Intra.

## Storia
La compagine sportiva fu fondata ad Intra il 23 gennaio 1909 con lo scopo statutario di diffondere e praticare lo sport del canottaggio, della canoa, della nautica in genere, del nuoto e di tutti gli altri sport esercitabili in acqua. Fin dai primi anni di attività agonistica, gli atleti della Canottieri Intra hanno raccolto importanti risultati nel canottaggio, vincendo nel 1912 i Campionati Italiani a Como, nel 1930 a Gardone Riviera il campionato italiano juniores, nel 1934 i campionati internazionali di Salò, nel 1937 i Campionati Italiani seniores, nel 1941, a Pallanza, i Campionati Italiani junior e nel 1942 a Padova, l'ultimo campionato Italiano organizzato su un grande canale.
Altrettanto intensa e ricca di successi è sempre stata l'attività svolta dalla Canottieri Intra nella canoa, attività sportiva nata negli anni '60.
Ricordiamo i successi di Bono, Pera e Cazzola, campionesse italiane dal 1966 al 1970, Bonassi che nel 1970 vinse il campionato italiano, Falciola che  fu campionessa italiana dal 1973 al 1975, Paolo Mazzatorta che nel 1980 vinse il titolo di campione italiano, Garbini che dal 1984 al 1987 fu campione italiano, Marco Pialorsi che nel 1986 vinse il campionato italiano juniores sulla distanza dei 1000 metri in K2 con Beniamino Bonomi che sin dal 1984 ha vinto numerosi titoli italiani e che nel 2000 ha vinto la medaglia d'oro in K2 alle Olimpiadi di Sydney.
Presso l'associazione fu fondato anche, nel 1965, il Circolo Velico Canottieri Intra, e qui sono cresciuti esperti velisti.